# Adam Korol
Adam Marek Korol, poljski veslač, * 20. avgust 1974, Gdansk.
Korol je za Poljsko nastopil v dvojnem četvercu na Poletnih olimpijskih igrah 2004 v Atenah ter na Poletnih olimpijskih igrah 2008 v Pekingu. Na Poletnih olimpijskih igrah 2000 v Sydneyju in Poletnih olimpijskih igrah 1996 v Atlanti pa je nastopil v poljskem dvojnem dvojcu.
V Pekingu je poljski čoln osvojil zlato medaljo. Pred tem je bil Korol v Atlanti z dvojnim dvojcem trinajsti, v Sydneyju je bil dvojni dvojec šesti, v Atenah pa je Korol z dvojnim četvercem zasedel četrto mesto.
Poleg tega je Korol osvojil še štiri zlate, eno srebrno in dve bronasti medalji s svetovnih prvenstev.

## Nagrade
Za zasluge v športu je leta 2008 prejel viteški križec reda Polonia Restituta (5. klase).